# Papp Tibor (költő, 1944–2011)
Papp Tibor (Kolozsvár, 1944. augusztus 17. – Kolozsvár, 2011. október 26.) erdélyi magyar költő, zenekritikus, zongoraművész, egyetemi oktató.

## Életútja
Középiskoláit a kolozsvári Zenelíceumban végezte (1962) zongora szakon, majd a Gheorghe Dima Zenekonzervatóriumban szerzett főiskolai diplomát (1967), 1968-tól a kolozsvári Zenelíceum zongora főszakos tanára, adjunktusként óraadó a Gheorghe Dima Zeneakadémián. 1970-től előadóművészként az avantgárd zene egyik úttörője: Hentz József, Jodál Gábor, Kurtág György, Terényi Ede, Vermesy Péter műveinek előadója.

## Munkássága
Versekkel 1968-ban jelentkezett az Utunkban és a Korunkban; a Gaál Gábor Kör rendszeres látogatója, verseit, zenekritikáit, zeneesztétikai tanulmányait az Echinox, a Művelődés is közölte. 1975–87 között az Igazság című napilapban Zenei visszapillantó rovatcímmel, 1989-től a Szabadságban rendszeresen közölt kritikákat Kolozsvár zenei eseményeiről. Verseit csak nagy késéssel foglalta kötetbe (Neked határtalanul mindent lehet... Huszonhét szerelmes vers. Kolozsvár 1999). Ekkor írta róla Kántor Lajos: „P. T. jó húsz – vagy már éppen harminc? – évvel ezelőtt a zongora művészeti és tanári szolgálata mellett a vershez látszott szegődni. Jelentkezése reményt keltett bennem – és ezt a nyilvánosság előtt sem hallgattam el –, hogy az erdélyi magyar líra egy fiatal tehetséggel erősödik. Most kíváncsian várom, a hosszú hallgatás után mit tud mondani versben, a versről.”